# Famille Burián
La famille Burián de Rajecz (en hongrois : rajeczi Burián) est une ancienne famille de la noblesse hongroise.

## Origines
La famille est originaire de Csallóköz, en Haute-Hongrie, et remonte à György et Menyhért Burián qui reçoivent un don de blason de la part du roi Rodolphe de Hongrie en 1604. Elle est

## Membres notables
- Pál Burián (XVIIIe siècle), juge de la Table royale, aki királyi táblai bíró volt, fia, szintén Pál, pedig főszolgabíró.
- Pál Burián, juge des nobles en chef. Fils du précédent.
- István Burián (1851-1922), homme politique austro-hongrois. Baron (1903) puis comte. Sans postérité.